# Ammon (Idaho)
Ammon és una població dels Estats Units a l'estat d'Idaho. Segons el cens del 2006 tenia 12.065 habitants.

## Demografia
Segons el cens del 2000, Ammon tenia 6.187 habitants, 1.843 habitatges, i 1.546 famílies. La densitat de població era de 818,1 habitants per km².
Dels 1.843 habitatges en un 49,9% hi vivien nens de menys de 18 anys, en un 72% hi vivien parelles casades, en un 9,4% dones solteres, i en un 16,1% no eren unitats familiars. En el 13,8% dels habitatges hi vivien persones soles el 6,3% de les quals corresponia a persones de 65 anys o més que vivien soles. El nombre mitjà de persones vivint en cada habitatge era de 3,27 i el nombre mitjà de persones que vivien en cada família era de 3,62.
Per edats la població es repartia de la següent manera: un 36,3% tenia menys de 18 anys, un 8,9% entre 18 i 24, un 26,8% entre 25 i 44, un 18,4% de 45 a 60 i un 9,6% 65 anys o més.
L'edat mediana era de 29 anys. Per cada 100 dones de 18 o més anys hi havia 89,6 homes.
La renda mediana per habitatge era de 47.820 $ i la renda mediana per família de 51.544 $. Els homes tenien una renda mediana de 41.126 $ mentre que les dones 21.301 $. La renda per capita de la població era de 16.535 $. Aproximadament el 3,4% de les famílies i el 5,6% de la població estaven per davall del llindar de pobresa.

## Poblacions més properes
El següent diagrama mostra les poblacions més properes.